# Relations entre l'Azerbaïdjan et les Pays-Bas
Les relations entre l'Azerbaïdjan et les Pays-Bas sont les relations extérieures entre la république d'Azerbaïdjan et le royaume des Pays-Bas.

## Histoire
Les relations diplomatiques entre l'Azerbaïdjan et les Pays-Bas ont été établies en 1992.
Les deux pays sont membres du Conseil de l'Europe. L'Azerbaïdjan a une ambassade à La Haye.